# XTE J1739-285
XTE J1739-285 és un estel de neutrons de la constel·lació del Serpentari, situat aproximadament a 39.000 anys llum de la Terra. Va ser observat per primera vegada el 19 d'octubre de 1999 pel satèl·lit de la NASA Rossi X-ray Timing Explorer.
S'havia afirmat que XTE J1739-285 és el cos celeste conegut que gira més ràpid amb un període de 1.122 Hz, aproximadament 67.320 RPM., però altres astrònoms no han estat capaços de reproduir aquest resultat.